# Daniel Gottlieb Messerschmidt
Daniel Gottlieb Messerschmidt (orosz nyelven: Да́ниэль Го́тлиб Ме́ссершмидт; Danzig, 1685. szeptember 16. – Szentpétervár, 1735. március 25.) német orvos, természet- és földrajztudós, aki az elsők között végezte el Szibéria tudományos feltárását, amelynek eredményeképpen került elő az első fosszilis mamut.

## Életpályája
Daniel Gottlieb Messerschmidt Danzingban született, majd Jénában és Halleben orvostudományt tanult, ahol 1713-ban doktori címet is szerzett "... az agy, mint minden orvostudomány uralkodó elve" címmel, és orvosként Danzigban telepedett le. Tanulmányozta Johann Philipp Breyne (1680-1764) természettudományi gyűjteményeit, és Robert Erskine, a Kunstkamera felügyelője révén meghívást kapott Szentpétervárra, ahova 1718. április 9-én érkezett meg, és 1716-ban mutatták be Nagy Péter orosz cárnak, aki 1718. november 5-i rendeletével megbízta Messerschmidtet, hogy "gyűjtsön ritkaságokat és gyógynövényeket" Szibériából, ő pedig L. Blumentrostnak jelentett.

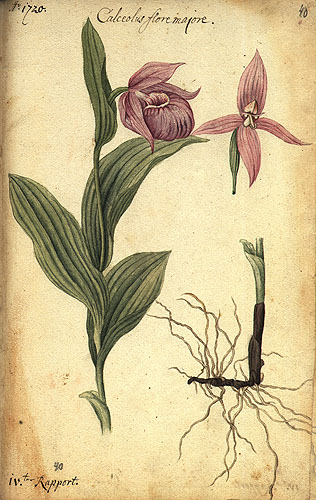
Cypripedium macranthon (Messerschmidt leírása)

Messerschmidt 1719. szeptember 5-én indult útnak Moszkvából Nyizsnyij Novgorodon, Hljnovon, Szolikamszkon, Turinszkon, Tyumenen, Tobolszkon, Tomszkon, Kuznyecken, Abakanon, Krasznojarszkon, Acsinszkon, a Szajan-hegységen, Mangazejan, Alsó-Tunguskan, Irkutszkon, Nercsinszkij Zavodon keresztül és vissza. 
Ez volt az első természettudós utazás ezen a terra incognitán, amely közel nyolc évig tartott. Számos megfigyelést végzett a néprajz, zoológia és botanika területén, feltárta az első ismert fosszilis mamutmaradványokat is. Messerschmidt két egyszerű eszközt használt az adatok és leletek gyűjtésére; írásos naplójegyzeteket és dobozokat, megteremtve ezzel a természettudós felfedezések egy évszázadon át tartó hagyományát. Tobolszkban Messerschmidt találkozott a poltavai csatában fogságba esett és Szibériába száműzött svéd alezredessel, Philip Johan von Strahlenberggel.
Strahlenberg több expedíció során is elkísérte Messerschmidtet, és később publikálta Messerschmidt néhány megfigyelését is. Messerschmidt egészen a Bajkál-tótól keletre fekvő Argunig fedezett fel területeket. Az utazás azonban kimerítette, és 1728 februárjában visszatért Szentpétervárra. Messerschmidt 500 rubelt kapott  fizetésként, de munkatársai gyakran nem kaptak fizetést. Soha nem lett a Tudományos Akadémia tagja, és 1735-ben szegénységben halt meg.

## Családja
Messerschmidt 1729-ben feleségül vette a szentpétervári Brigitte Helene Böchlert (1714/15–1761). A párnak egy lánya született († 1776 után). Az özvegy másodszor is férjhez ment Georg Wilhelm Steller felfedezőhöz, de a pár hamarosan újra elvált.

## Utóélete
Messerschmidt fennmaradt feljegyzéseit és gyűjteményeit, a Szentpétervári Tudományos Akadémián őrizték. Teljes naplóját és térképeit csak jóval később adták ki. 202 lapból álló, bőrfólióba kötött útinaplójában 149 ásványt, 1290 növényt - amelyek közül 359-et csak Oroszországban találtak - és több mint 260 gerinces állatot írt le, a feljegyzések nagy részét segítői készítették oroszul, míg ő maga németül írt. Emlékére szobrot állítottak Hanti-Manszijszkban.

## Fordítás
- Ez a szócikk részben vagy egészben  a   Daniel Gottlieb Messerschmidt című angol Wikipédia-szócikk fordításán alapul.  Az eredeti cikk szerkesztőit annak laptörténete sorolja fel. Ez a jelzés csupán a megfogalmazás eredetét és a szerzői jogokat jelzi, nem szolgál a cikkben szereplő információk forrásmegjelöléseként.
- Ez a szócikk részben vagy egészben  a   Daniel Gottlieb Messerschmidt című német Wikipédia-szócikk fordításán alapul.  Az eredeti cikk szerkesztőit annak laptörténete sorolja fel. Ez a jelzés csupán a megfogalmazás eredetét és a szerzői jogokat jelzi, nem szolgál a cikkben szereplő információk forrásmegjelöléseként.